# Sam Hutchinson
Samuel Edward Hutchinson (Slough, Berkshire, Inglaterra, 3 de agosto de 1989), más conocido como Sam Hutchinson, es un futbolista inglés que juega de defensa en el AFC Wimbledon de la League Two.
Su padre, Eddie Hutchinson, también militó en el equipo juvenil del Chelsea.

## Trayectoria
Se unió a la Academia del Chelsea Football Club a los 9 años de edad. Se volvió profesional en agosto de 2006 y debutó con la selección de Inglaterra sub-18 en marzo de 2008. Hutchinson sufrió un sinnúmero de lesiones durante las temporadas 2005-06 y 2006-07 que lo mantuvieron al margen del primer equipo, logrando hacer su debut el 13 de mayo de 2007 en el empate a 1-1 frente al Everton FC, al haber entrado de cambio en el minuto 89 por Wayne Bridge. Posteriormente viajó con el primer equipo a la gira por los Estados Unidos, antes del comienzo de la temporada 2007-08. Luego, el 20 de agosto de 2007, Hutchinson firmó una extensión de contrato por cuatro años, manteniéndose con el Chelsea hasta 2011.
El 16 de julio de 2009 fue seleccionado para participar en la pretemporada con el primer equipo en los Estados Unidos, asignándosele el dorsal #41. Hutchinson jugó con el Chelsea solo dos días después en la victoria por 2-0 sobre el Seattle Sounders, entrando de cambio al segundo tiempo por Ashley Cole. Hutchinson también debutó en el World Football Challenge tres días después en la victoria por 2-0 ante el Inter de Milán, habiendo entrado de cambio en el minuto 79 nuevamente por Ashley Cole. Luego, el 27 de julio, Hutchinson hizo su debut como titular en la competencia en la victoria por 2-0 sobre el Club América.
Poco más de dos años después de su debut con el primer equipo, Hutchinson estuvo presente en la victoria por 2-0 sobre el Fulham FC en la Premier League el 23 de agosto de 2009, luego de haber sustituido en el minuto 87 a José Bosingwa. Luego, el 23 de septiembre de 2009, Hutchinson debutó como titular con el Chelsea en la Football League Cup en la victoria por 1-0 frente al Queens Park Rangers, siendo sustituido en el minuto 77 por John Terry.
El 25 de abril de 2010, en un encuentro de la Premier ante el Stoke City, sirvió con una asistencia de gol a Frank Lampard en el minuto 81 para la anotación del 5-0. Al final, el Chelsea se llevó la victoria por 7-0.

### Retirada y regreso
El 19 de agosto de 2010 anunció su retiro del fútbol profesional a sus 21 años de edad, luego de no haberse podido recuperar de una recurrente lesión en la rodilla que le afectó en las últimas tres temporadas. En total, Hutchinson solamente disputó un partido como titular y 3 como sustituto. Hutchinson trabajará en la Academia del Chelsea Football Club, además de estudiar Ciencias del Deporte en la universidad.
El 16 de julio de 2011 regresó de su retiro luego de haberse recuperado de su lesión en la rodilla y disputó 45 minutos con el equipo de reservas en la derrota por 6-1 frente al Crawley Town.
18 meses después regresó a jugar al fútbol y André Villas-Boas le adjudicó el dorsal número 27 para la mitad de la temporada 2011-12.
Después de varias cesiones en el Nottingham Forest y Vitesse Arnhem se fue gratis al Sheffield Wednesday.

### El corto periplo en Chipre
En septiembre de 2020 fichó por el Pafos FC de Chipre para abandonarlo en diciembre de mutuo acuerdo con el club. Acabó jugando siete partidos.

### Vuelta al Sheffield Wednesday
En el mercado invernal de 2021 fichó por el Sheffield Wednesday.

## Selección nacional
Hizo su debut con la selección de Inglaterra sub-18 en marzo de 2007. También fue nombrado capitán de la sub-19 para un partido amistoso contra Alemania el 14 de noviembre de 2007. Sam era titular de este equipo durante la clasificación para el Campeonato Europeo Sub-19 de 2008, pero fue excluido de la competición debido a una lesión. El 9 de octubre de 2009, Sam fue llamado a la sub-21 para un partido ante Macedonia, aunque no logró debutar, permaneciendo en el banquillo todo el encuentro.

## Clubes
| Club                               | País         | Año       |
| ---------------------------------- | ------------ | --------- |
| Chelsea F. C. Reservas             | Inglaterra   | 2007-2010 |
| Chelsea F. C.                      | Inglaterra   | 2011-2014 |
| Nottingham Forest F. C. (cedido)   | Inglaterra   | 2012-2013 |
| S. B. V. Vitesse (cedido)          | Países Bajos | 2013      |
| Sheffield Wednesday F. C. (cedido) | Inglaterra   | 2013      |
| Sheffield Wednesday F. C.          | Inglaterra   | 2014-2020 |
| Pafos F. C.                        | Chipre       | 2020      |
| Sheffield Wednesday F. C.          | Inglaterra   | 2021-2022 |
| Reading F. C.                      | Inglaterra   | 2022-2024 |
| AFC Wimbledon                      | Inglaterra   | 2024-     |